# Grüne Kanton Glarus
Die Grünen des Kantons Glarus sind eine politische Partei im Kanton Glarus, welche Mitglied der Grünen Schweiz ist.

## Geschichte
Nach einer kurzlebigen Alternativen Liste, mit einem ersten Sitz im Landrat (Kantonsparlament) ab 1986, wurden 1987 die Glarner Umweltgruppen (GUG) gegründet. 1988 beschlossen diese, den Schweizer Grünen beizutreten. 1990 trat die Partei erstmals bei den Landratswahlen an und erhielt vier von 80 Sitzen. 1998 wurde mit sechs Sitzen erstmals Fraktionsstärke erreicht. 2010 wurde der Landrat auf 60 Mitglieder verkleinert, die Grünen erhielten sieben Sitze.
Nachdem eine Umbenennung der Glarner Umweltgruppen in Grüne des Kantons Glarus mehrmals abgelehnt worden war, beschloss dies im Jahr 2000 eine Mehrheit der Mitglieder. Der damalige Parteipräsident sagte, dass so nachvollzogen werde, was längst klar sei, dass die Grünen nicht nur ein Dachverband lokaler Umweltgruppen seien, sondern Teil einer landesweiten Partei mit internationalen Verbündeten. 2004 kandidierte erstmals ein Grüner für den Regierungsrat und wurde im ersten Wahlgang Dritter. 2007 wurde zum ersten Mal eine Frau Präsidentin der Partei und 2017 erstmals ein Grüner Landratspräsident.
2008 wurden die Jungen Grünen Glarus als Jungpartei gegründet. Nach einer aktiven Startphase waren diese jedoch einige Jahre kaum aktiv. Im August 2020 wurden die Jungen Grünen erneuert und wurden zu einer der aktivsten Jungparteien im Kanton Glarus, stellen mit Eva-Maria Kreis auch eine Gemeinderätin in der Gemeinde Glarus und mit Kaj Weibel und Frederick Hefti zwei Mitglieder des Landrates.
Nach mehreren vergeblichen Versuchen wurde 2019 erstmals eine Glarner Grüner in die Bundesversammlung gewählt: Mathias Zopfi, früherer Parteisekretär und Landratspräsident, wurde anstelle eines Bisherigen Ständerat.
An den Glarner Gerichten sind die Grünen seit 2017 vertreten, nachdem ihr Kandidat Andreas Kreis an der Landsgemeinde in das Kantonsgericht gewählt worden war. 2019 konnten die Grünen mit Mario Marti auch erstmals einen Sitz am Obergericht besetzen.

## Politische Tätigkeiten
Neben Umweltthemen setzten sich die Grünen Glarus schon früh für die Gleichstellung der Geschlechter ein. Der Landrat erklärte jedoch 1996 einen Memorialsantrag (Antrag an die Landsgemeinde) der GUG für eine gerechtere Vertretung der Frauen im Landrat für ungültig. Zu dieser Zeit waren nur sechs von 80 Mitgliedern des Landrates Frauen, der gesamtschweizerisch tiefste Anteil.
Politische Erfolge wurden bei zwei Projekten für Umfahrungsstrassen erzielt: die Landsgemeinden 1997 und 2001 wiesen die Vorhaben zurück. Die Landsgemeinde 2006 beschloss die Zahl der Gemeinden im Kanton auf drei zu reduzieren. Im Landrat hatte zuvor eine Grüne den Antrag gestellt, das Dreier-Modell zu prüfen, doch wurde der Antrag abgelehnt. Weiter setzten sich die Grünen für das Stimmrechtsalter 16 ein und die Reduzierung der Anzahl Regierungsräte, zwei Anliegen, welche in der Landsgemeinde Mehrheiten fanden.
In den letzten Jahren konnte die Partei einige Erfolge an der Landsgemeinde verbuchen. So wurde an der Landsgemeinde 2021 ein Antrag des Vereins Klimaglarus mit Unterstützung der Grünen gutgeheissen und ein Verbot für neue Heizungen mit fossilen Energieträgern beschlossen. Dieser Erfolg wurde schweizweit wahrgenommen. An der Landsgemeinde 2022 wurde der Memorialsantrag der Jungen Grünen für ein autofreies Klöntal an einzelnen Tagen angenommen.